# Кутин, Алексей Агеевич
Алексей Агеевич Кутин (1918—1945) — младший сержант Рабоче-крестьянской Красной Армии, участник Великой Отечественной войны, Герой Советского Союза (1943).

## Биография
Алексей Кутин родился 15 сентября 1918 года в деревне Рейтаровка (ныне — Севский район Брянской области). После окончания семи классов школы работал в колхозе. В марте 1943 года Кутин был призван на службу в Рабоче-крестьянскую Красную Армию. С июля того же года — на фронтах Великой Отечественной войны.
К октябрю 1943 года красноармеец Алексей Кутин был сапёром 1-й роты 170-го отдельного инженерно-сапёрного батальона 14-й инженерно-сапёрной бригады 65-й армии Центрального фронта. Отличился во время битвы за Днепр. 15 октября 1943 года в районе посёлка Лоев Лоевского района Гомельской области Белорусской ССР Кутин на своём пароме за несколько часов успешно совершил 7 рейсов, перевезя на западный берег Днепра 175 бойцов и командиров. Всю последующую ночь он продолжал переправлять боевую технику, в частности, переправил 25 миномётов с боеприпасами.
Указом Президиума Верховного Совета СССР от 30 октября 1943 года за «образцовое выполнение боевых заданий командования на фронте борьбы с немецкими захватчиками и проявленные при этом мужество и героизм» красноармеец Алексей Кутин был удостоен высокого звания Героя Советского Союза с вручением ордена Ленина и медали «Золотая Звезда» за номером 1528.
В боях на территории Польши младший сержант Кутин получил тяжёлые ранения, от которых умер 13 февраля 1945 года. Похоронен в городе Свеце.
Был также награждён орденами Отечественной войны 1-й степени и Красной Звезды.